# 徐凖
徐準（？—？），字子式，號守吾，山東濟南府新城縣人，匠籍，明朝政治人物。

## 生平
隆庆四年（1570年）庚午科山東鄉試第四十二名，萬曆十一年（1583年）癸未科會試第二百十七名，登三甲第二百六十三名進士。吏部觀政，次年养病，十三年授中书舍人，十六年丁憂，十九年復除原职，二十年升工部员外郎，二十三年升郎中，二十四年任直隸永平府知府，本年加副使銜，二十七年升辽东兵备副使，三十一年加升按察使，三十二年升山东右布政兼佥事，三十四年加升左布政兼副使，支二品俸，三十九年起云南左布政使，四十一年考察。

## 家族
曾祖徐表；祖父徐雄；父徐朋。母羅氏。慈侍下。弟徐化、徐行（貢士）。